# Tatra V 799
Der Tatra V 799 war ein mittelschwerer Geländewagen als Nachfolger des Typs 750, den das Tatrawerk in Nesselsdorf 1938  herausbrachte.

## Entstehung und Technik
Bei Tatra wurden schon in den 1920er-Jahren Fahrzeuge mit Zentralrohrrahmen gebaut. Die Entwicklung bei Tatra wurde maßgeblich von Hans Ledwinka beeinflusst. Geländefahrzeuge mit Allradantrieb entstanden bei Tatra zur Anpassung der Fahrzeugproduktion auf dem Hintergrund von Anfragen für Militärfahrzeuge und den absehbaren Vorgaben zur Aufrüstung der Wehrmacht. Die Produktion von Militärfahrzeugen sollte die Beschäftigung der Tatrawerke absichern. Die spätere Kontingentierung der Automobilindustrie durch den Schell-Plan (1939) zeichnete sich schon Anfang der 1930er-Jahre für Fahrzeughersteller ab.
Der Tatra V 799 hatte einen obengesteuerten, luftgekühlten Vierzylindermotor mit 2191 cm³ Hubraum und 50 PS (37 kW) Leistung. Die Chassis-Basis bildete ein für Tatra charakteristischer zentrale Rohrrahmen. Für das Modell V 799 wurden viele Komponenten anderer Tatra-Modelle genutzt. Einige Teile stammten vom Tatra Lkw-Typs 79. Im Motor wurden Teile des Modelle T92, in den Achsen Teile des Modells T87 verwendet. Der Motor trieb über eine Einscheiben-Trockenkupplung und ein Vierganggetriebe mit Vorgelege alle vier Räder an, was acht Vorwärtsgänge und zwei Rückwärtsgänge bot. Die Achsantriebe basierten auf der Technik des Tatra Typ-87. Das Fahrzeug hatte ein Cabrio-Verdeck und Seitentüren aus Segeltuch. 
Es gab ausschließlich einen offenen, 4-sitzigen Kübelwagenaufbau. Nachfolger dieses nur ein Jahr lang gebauten Modells war ab 1940 der Typ V 809.